# Liste der Minister Kubas seit 1959
Diese Liste enthält alle ehemaligen und amtierenden Mitglieder des Ministerrats Kubas seit 1959.

## Premierminister bzw. seit 1976 Vorsitzende des Ministerrates
- 5. Januar – 16. Februar 1959 José Miró Cardona
- 1959–2008 Fidel Castro Ruz
- 2008–2018 Raúl Castro Ruz
- 2018–2019 Miguel Díaz-Canel
- seit 2019 Manuel Marrero Cruz

## Erster Vizevorsitzender des Ministerrates
- 1962–2008 Raúl Castro Ruz (bis 1976 Erster Vizepremierminister)
- seit 2008 José Ramón Machado Ventura

## Vizevorsitzende des Ministerrates
(1972–1976 Vizepremierminister)
- 1972–1994 Ramiro Valdés Menéndez
- 1972–1978 Belarmino Castilla Mas
- 1972–1981 Flavio Bravo Pardo
- 1972–1986 Guillermo García Frías
- 1972–1989 Diocles Torralba González
- 1972–1997 Carlos Rafael Rodríguez
- 1972–1974 Pedro Miret Prieto
- 1974–1994 Joel Domenech Benítez
- 1976–1982 Isidoro Malmierca Peoli
- 1976–2012 José Ramón Fernández Álvarez
- 1979–1986 Humberto Pérez González
- 1980–1983 Osvaldo Dorticós Torrado
- 1980–1983 Arnaldo Milián Castro
- 1980–2009 Osmany Cienfuegos Gorriarán
- 1981–???? Antonio Esquivel Yedra
- 1986–1988 José López Moreno
- 1988–1995 Antonio Rodríguez Maurell
- 1988–2001 Adolfo Díaz Suárez
- 1990–1995 Lionel Soto Prieto
- 1990–1993 Jaime Crombet Hernández-Baquero
- 1990–2009 Pedro Miret Prieto
- 1995–2009 José Luis Rodríguez García
- 2003–2009 Otto Rivero Torres
- 2009–2010 Jorge Luis Sierra Cruz
- seit 2009 Ricardo Cabrisas Ruiz
- seit 2009 Ramiro Valdés Menéndez
- seit 2009 Ulises Rosales del Toro
- seit 2009 Marino Alberto Murillo Jorge
- seit 2010 Antonio Enrique Lussón Batlle
- seit 2012 Adel Yzquierdo Rodríguez
- 2012–2018 Miguel Díaz-Canel Bermúdez
- 2021–2024 Jorge Luis Perdomo Di-Lella
- seit 2024 Eduardo Martínez Díaz

## Sekretäre des Ministerrates
- 1959–1962 Luis M. Buch Rodríguez
- 1962–1976 Celia Sánchez Manduley
- 1976–1992 Osmany Cienfuegos Gorriarán
- 1992–2009 Carlos Lage Dávila
- seit 2009 José Amado Ricardo Guerra

## Landwirtschaftsminister (Ministro de Agricultura)
- 1959–1959 Humberto Sorí Marín
- 1959–1960 Pedro Miret Prieto
- 1976–1980 Rafael Francia Mestre
- 1980–1983 Arnaldo Milián Castro
- 1983–1988 Adolfo Díaz Suárez
- 1988–1993 Carlos Pérez León
- 1993–2003 Alfredo Jordán Morales
- 2003–2008 María del Carmen Pérez
- 2008–2010 Ulises Rosales del Toro
- 2010–2021 Gustavo Rodríguez Rollero
- seit 2021 Ydael Pérez Brito

Die Aufgaben des Landwirtschaftsministeriums wurden zwischen 1960 und 1976 vom Institut für Agrarreform (Instituto Nacional de la Reforma Agraria, INRA) wahrgenommen. Deren Präsidenten waren in dieser Zeit Fidel Castro Ruz (1959–1962 und 1965–1976) sowie Carlos Rafael Rodríguez (1962–1965).

## Minister für Außenhandel und Ausländische Investitionen (Ministro del Comercio Exterior e Inversión Extranjera)
- 1959–1961 Raúl Cepero Bonilla
- 1961–1965 Alberto Mora Becerra
- 1965–1980 Marcelo Fernández Font
- 1980–2000 Ricardo Cabrisas Ruiz
- 2000–2009 Raúl de la Nuez Ramírez
- 2009–2023 Rodrigo Malmierca Díaz
- 2023–2024 Ricardo Cabrisas
- seit 2024 Oscar Pérez-Oliva Fraga

Das Ministerium war zwischen 1959 und 1961 lediglich Handelsministerium und dann bis 2009 Außenhandelsministerium. 2009 wurde es mit dem bisherigen Ministerium für Ausländische Investitionen und wirtschaftliche Zusammenarbeit zusammengelegt.

## Minister für Ausländische Investitionen und wirtschaftliche Zusammenarbeit (Inversión Extranjera y la Colaboración Económica)
- 1967–1976 Carlos Rafael Rodríguez Rodríguez
- 1976–1985 Héctor Rodríguez Llompart
- 1985–1996 Ernesto Meléndez Bach
- 1996–1999 Ibrahim Ferradaz García
- 1999–2008 Marta Lomás Morales
- 2008–2009 Rodrigo Malmierca Díaz

Das 1967 gegründete Ministerium für wirtschaftliche Zusammenarbeit war von 1976 bis 1994 das Staatskomitee für wirtschaftliche Zusammenarbeit und danach bis 2009 das Ministerium für Ausländische Investitionen und wirtschaftliche Zusammenarbeit. 2009 wurde es mit dem Außenhandelsministerium zusammengelegt.

## Minister für Bauwesen (Ministro de la Construcción)
- 1959–1959 Manuel Ray Rivero
- 1959–1966 Osmany Cienfuegos Gorriarán
- 1966–1972 Ramón Darias Rodes
- 1972–1976 Ramiro Valdés Menéndez
- 1976–1986 José López Moreno
- 1986–1987 Raúl Cabrera Núñez
- 1987–1995 Homero Crabb Valdés
- 1995–2002 Juan Mario Junco del Pino
- 2002–2011 Fidel Fernando Figueroa de la Paz
- seit 2011 René Mesa Villafaña

Das Ministerium hieß ursprünglich von 1959 bis 1963 Ministerium für öffentliche Arbeiten und danach bis 1972 Ministerium für Bauwesen. Zwischen 1972 und 1976 wurden die Aufgaben in den Bereich eines Vizevorsitzenden des Ministerrates übernommen und danach wieder vom jetzigen Ministerium.

## Minister für Materialien der Bauwirtschaft (Ministro de la Industria de materiales de la Construcción)
- 1987–1989 Levi Farah Balmaseda
- 1989–1999 José Cañete Álvarez

## Minister für Wirtschaft und Planung (Ministro de Economía y Planificación)
- 1959–1964 Regino Boti León
- 1964–1979 Osvaldo Dorticós Torrado
- 1979–1986 Humberto Pérez González
- 1986–1988 José López Moreno
- 1988–1995 Antonio Rodríguez Maurell
- 1995–1995 Osvaldo Martínez Martínez
- 1995–2009 José Luis Rodríguez García
- 2009–2011 Marino Alberto Murillo Jorge
- 2011–2014 Adel Yzquierdo Rodríguez
- 2014–2016 Marino Alberto Murillo Jorge
- 2014–2018 Ricardo Cabrisas Ruiz
- 2018–2024 Alejandro Gil
- ab 2024 Joaquín Alonso Vázque

Das 1959 gegründete ursprüngliche Wirtschaftsministerium wurde 1960 bis 1994 zum Zentralrat für Planung und ist seit 1994 das heutige Ministerium.

## Minister für Rechnung und Kontrolle (Ministro de Auditoría y Control)
- 2001–2006 Lina Olinda Pedraza Rodríguez
- 2006–2009 Gladys María Bejerano Portela

Das erst 2001 geschaffene Ministerium wurde 2009 aufgelöst und das Amt des Generalkontrolleurs (Contraloría General) geschaffen, das die bisherige Ministerin übernahm.

## Ministerium für Arbeit und Soziale Sicherheit (Ministro de Trabajo y Seguridad Social)
- 1959–1960 Manuel Fernández García
- 1960–1964 Augusto Martínez Sánchez
- 1964–1973 Jorge Risquet Valdés
- 1973–1976 Oscar Fernández Padilla
- 1976–1990 Joaquín Benavides Rodríguez
- 1990–1995 Francisco Linares Calvo
- 1995–1999 Salvador Valdés Mesa
- 1999–2009 Alfredo Morales Cartaya
- 2009–2018 Margarita Marlene González Fernández
- 2018–2025 Marta Elena Feitó Cabrera
- seit 2025 Jesús Otamendiz Campos

Das 1959 gegründete Arbeitsministerium wurde 1976 zum Staatskomitee für Arbeit und Soziale Sicherheit und 1994 zum heutigen Ministerium.

## Minister für Soziale Wohlfahrt (Ministro de Bienestar Social)
- 1959–1959 Elena Mederos Cabañas
- 1959–1961 Raquel Pérez González

## Minister für Finanzen und Preise (Ministro de Finanzas y Precios)
- 1959–1960 Rufo López Fresquet
- 1960–1962 Rolando Díaz Aztaraín
- 1962–1965 Luis Álvarez Rom
- 1965–1973 Orlando Pérez Rodríguez (Gouverneur der Nationalbank)
- 1973–1976 Raúl León Torrás (Gouverneur der Nationalbank)
- 1976–1985 Francisco García Vals (Vorsitzender Staatliches Finanzkomitee)
- 1985–1993 Rodrigo García León (Vorsitzender Staatliches Finanzkomitee)
- 1994–1995 José Luis Rodríguez García
- 1995–2003 Manuel Millares Rodríguez
- 2003–2009 Georgina Barreiro Fajardo
- 2009–2019 Lina Olinda Pedraza Rodríguez
- 2019–2023 Meisi Bolaños
- seit 2023 Vladimir Regueiro Ale

Die Aufgaben des ursprünglichen Schatzministeriums wurden zwischen 1965 und 1976 von der Nationalbank wahrgenommen. Anschließend bestand zwischen 1976 und 1994 das Staatskomitee für Finanzen. Dieses wurde 1994 mit dem bisherigen Staatskomitee für Preise zum jetzigen Ministerium zusammengelegt.

## Minister für die Rückgewinnung von veruntreuten Gütern (Ministro de Recuperación de Bienes Malversados)
- 1959–1959 Faustino Pérez Hernández
- 1959–1961 Rolando Díaz Aztarain

## Verteidigungsminister (Ministro de las Fuerzas Armadas Revolucionarias)
- 1959–1959 Augusto Martínez Sánchez
- 1959–2008 Raúl Castro Ruz
- 2008–2011 Julio Casas Regueiro
- 2011–2021 Leopoldo Cintra Frías
- ab 2021 Álvaro López Miera

## Bildungsminister (Ministro de Educación)
- 1959–1965 Armando Hart Dávalos
- 1965–1970 José Llanusa Gobel
- 1970–1972 Belarmino Castilla Mas
- 1972–1976 José Ramón Fernández Álvarez
- 1976–1984 Asela de los Santos Tamayo
- 1984–1990 José Ramón Fernández Álvarez
- 1990–2008 Luis Ignacio Gómez Gutiérrez
- seit 2008 Ena Elsa Velázquez Cobiella

## Innenminister (Ministro del Interior)
- 1959–1959 Luis Orlando Rodríguez Rodríguez
- 1959–1961 José A. Naranjo Morales
- 1961–1968 Ramiro Valdés Menéndez
- 1968–1979 Sergio del Valle Jiménez
- 1979–1985 Ramiro Valdés Menéndez
- 1985–1989 José Abrantes Fernández
- 1989–2015 Abelardo Colomé Ibarra
- 2015–2017 Carlos Fernández Gondín
- seit 2017 Julio César Gandarilla

## Minister für Informatik und Kommunikation (Ministro de la Informática y las Comunicaciones)
- 1959–1960 Enrique Oltuski Ozacki
- 1960–1962 Raúl Curbelo Morales
- 1962–1965 Faure Chomón Mediavilla
- 1965–1973 Jesús Montané Oropesa
- 1973–1985 Pedro Guelmes González
- 1985–1993 Manuel Castillo Rabassa
- 1993–2000 Silvano Colás Sánchez
- 2000–2005 Ignacio González Planas
- 2005–2011 Ramiro Valdés Menéndez
- 2011–2012 Medardo Díaz Toledo
- seit 2012 Maimir Mesa Ramos

Das 1959 geschaffene Kommunikationsministerium wurde 2000 in Ministerium für Informatik und Kommunikation umbenannt.

## Justizminister (Ministro de Justicia)
- 1959–1959 Ángel Fernández Rodríguez
- 1959–1973 Alfredo Yabur Maluf
- 1973–1980 Armando Torres Santrayll
- 1980–1983 Osvaldo Dorticós Torrado
- 1983–1990 Juan Escalona Reguera
- 1990–1996 Carlos Amat Fores
- 1996–2007 Roberto Díaz Sotolongo
- seit 2007 María Esther Reus González

## Minister für Gesetze der Revolution (Ministro de Leyes Revolucionarias)
- 1959–1959 Osvaldo Dorticós Torrado

## Außenminister (Ministro de Relaciones Exteriores)
- 1959–1959 Roberto Agramonte Pichardo
- 1959–1976 Raúl Roa García
- 1976–1992 Isidoro Malmierca Peoli
- 1992–1993 Ricardo Alarcón de Quesada
- 1993–1999 Roberto Robaina González
- 1999–2009 Felipe Pérez Roque
- seit 2009 Bruno Rodríguez Parrilla

## Gesundheitsminister (Ministro de Salud Pública)
- 1959–1959 Julio Martínez Paez
- 1959–1960 Serafín Ruiz de Zárate
- 1960–1968 José Ramón Machado Ventura
- 1968–1972 Heliodoro Martínez Junco
- 1972–1979 José A. Gutierrez Muñiz
- 1979–1986 Sergio del Valle Jiménez
- 1986–1995 Julio Teja Pérez
- 1995–2002 Carlos Dotres Martínez
- 2002–2005 Damodar Peña Pentón
- 2005–2010 José Ramón Balaguer Cabrera
- 2000–2018 Roberto Morales Ojeda
- seit 2018 José Ángel Portal Miranda

## Verkehrsminister (Ministro de Transporte)
- 1959–1960 Julio Camacho Aguilera
- 1960–1965 Omar Fernández Cañizares
- 1965–1970 Faure Chomón Mediavilla
- 1970–1980 Antonio Lussón Battle
- 1980–1985 Guillermo García Frías
- 1985–1989 Diocles Torralbas González
- 1989–1996 Senén Casas Regueiro
- 1997–2003 Álvaro Pérez Morales
- 2003–2006 Carlos Manuel Pazo Torrado
- 2006–2010 Jorge Luis Sierra Cruz
- 2010–2015 César Ignacio Arocha Masid
- seit 2015 Adel Yzquierdo Rodríguez

## Minister für Binnenhandel (Ministro de Comercio Interior)
- 1961–1962 Máximo Berman Berman
- 1962–1970 Manuel Luzardo García
- 1970–1981 Serafín Fernández Rodríguez
- 1982–1995 Manuel Vila Sosa
- 1995–2006 Bárbara Castillo Cuesta
- 2006–2009 Marino Alberto Murillo Jorge
- 2009–2011 Jacinto Angulo Pardo
- seit 2011 Mary Blanca Ortega Barredo

## Zuckerminister (Ministro del Azúcar)
- 1964–1968 Orlando Borrego Díaz
- 1968–1970 Francisco Padrón
- 1970–1977 Marcos Lage Coello
- 1977–1985 Diocles Torralba González
- 1985–1986 Antonio Rodríguez Maurell
- 1986–1993 Juan Herrera Machado
- 1993–1997 Nelson Torres Pérez
- 1997–2009 Ulises Rosales del Toro
- 2009–2010 Luis Manuel Ávila Cruz
- 2010–2011 Orlando Celso García Ramírez

Das 1964 geschaffene Zuckerministerium wurde 2011 aufgelöst.

## Industrieminister (Ministro de Industrias)
- 1962–1965 Ernesto „Che“ Guevara de la Serna
- 1965–1967 Joel Domenech Benítez
- seit 2012 Salvador Pardo Cruz

Das 1962 geschaffene Industrieministerium wurde 1965 bzw. 1967 in einzelne Ministerien für Ernährungsindustrie (seit 1965), Bergbau und Geologie (1967–1980), Basisindustrie (1967–1974, 1980–2012), Leichtindustrie (1967–2012) aufgeteilt. 2012 wurden die Ministerien für Basis- und Leichtindustrie zum Industrieministerium zusammengefasst.

## Minister für Ernährungsindustrie (Ministro de la Industria Alimentaria)
- 1965–1967 Rolando Álvarez
- 1967–1976 José A. Naranjo Morales
- 1976–2009 Alejandro Roca Iglesias
- 2009–2019 María del Carmen Concepción González
- 2019–2024 Manuel Santiago Sobrino Martínez
- seit 2024 Alberto López Díaz

## Minister für Bergbau und Geologie (Ministro de Minería y Geología)
- 1967–1973 Pedro Miret Prieto
- 1973–1976 Manuel Céspedes Hernández
- 1976–1980 Arturo Guzmán Pascual

Das 1967 geschaffene Ministerium für Bergbau und Metallurgie wurde 1974 umbenannt in Ministerium für Bergbau, Metallurgie und Brennstoffe und war danach von 1976 bis zur Auflösung 1980 das Ministerium für Bergbau und Geologie. Die Aufgaben wurden 1980 vom wiederbegründeten Ministerium für Basisindustrie übernommen.

## Minister für Basisindustrie (Ministro de la Industria Básica)
- 1967–1970 Unbekannt
- 1970–1974 Joel Domenech Benítez
- 1974–1974 Antonio Esquivel Yedra
- 1980–1983 Unbekannt
- 1983–2004 Marcos Portal León
- 2004–2010 Yadira García Vera
- 2010–2012 Tomás Benítez Hernández (bis Juni 2011 geschäftsführend)
- 2012 Alfredo López Valdés

Das 1967 geschaffene Ministerium wurde 1974 zunächst aufgelöst. Zwischenzeitlich wurden die Aufgaben des Ministeriums zwischen 1974 und 1980 aufgeteilt auf die Ministerien für Elektroindustrie (Ministerio de la Industria Eléctrica: Minister unbekannt), Chemieindustrie (Ministerio de la Industria Química: Minister 1974–1980 Antonio Esquivel Yedra). Danach wurde diese Aufgabenfelder wieder 1980 zusammengefasst und mit dem Ministerium für Bergbau und Geologie als Ministerium für Basisindustrie neu geschaffen. 2012 wurde das Ministerium für Basisindustrie aufgelöst. Seine Funktionen wurden teilweise dem neu gegründeten Ministerium für Energie und Bergbau sowie dem neu gebildeten Ministerium für Industrie übertragen.

## Minister für Energie und Bergbau (Ministro de Energía y Minas)
- seit 2012 Alfredo López Valdés

## Minister für Leichtindustrie (Ministro de la Industria Ligera)
- 1967–1970 Joel Domenech Benítez
- 1970–1980 Nora Frómeta Silva
- 1980–1985 Manuel Millares Rodríguez
- 1985–1986 Roberto Ogando Zas
- 1986–1990 Antonio Esquivel Yedra
- 1990–1995 Eddy Fernandez Boada
- 1995–2003 Jesús Pérez Otón
- 2003–2005 Estela Domínguez Ariosa
- 2005–2010 José Hernández Bernárdez
- 2010–2012 Damar Maceo Cruz

2012 wurden die Ministerien für Leicht- und Schwerindustrie zum Industrieministerium zusammengelegt.

## Minister für Fischereiwirtschaft (Ministro de la Industria Pesquera)
- 1967–1973 Unbekannt
- 1973–1979 Angel Joel Chaveco Hernández
- 1980–1995 José Fernández Cuervo-Vinent
- 1995–2000 Orlando Rodríguez Romay
- 2000–2009 Alfredo López Valdés

Die Aufgaben des 1967 geschaffenen Ministeriums für Handelsmarine und Häfen korrespondierten bis 1973 mit denen des Institutes für Fischerei, das von Emilio Aragonés Navarro und danach Anibal Velaz geleitet wurde. 1973 wurde das Ministerium dann umbenannt in Ministerium für Handelsmarine, Häfen und Fischerei und hieß seit 1980 Ministerium für Fischereiwirtschaft. 2009 wurde das Ministerium aufgelöst und die Aufgaben auf das Ministerium für Ernährungsindustrie übertragen.

## Minister für Schwerindustrie (Ministro de la Industria Sidero-Mecánica)
- 1974–1980 Léster Rodríguez Pérez
- 1980–1990 Marcos Lage Coello
- 1990–2000 Ignacio Gonzáalez Planas
- 2000–2009 Fernando Acosta Santana
- 2009–2012 Salvador Pardo Cruz

Das 1974 gegründete Ministerium für Schwerindustrie hieß zwischen 1994 und 2000 Ministerium für Schwerindustrie und Elektronik. 2012 wurden die Ministerien für Schwer- und Leichtindustrie zum Industrieministerium zusammengelegt.

## Minister für Wissenschaft, Technologie und Umwelt (Ministro de Ciencia, Tecnología y Medio Ambiente)
- 1962–1972 Antonio Núñez Jiménez
- 1972–1972 Tirso W. Sáenz Coopat
- 1972–1980 Zoilo Marinello Vidaurreta
- 1980–1985 Wilfredo Torres Yribar
- 1985–2004 Rosa Elena Simeón Negrín
- 2004–2009 Fernando González Bermúdez
- 2009–2012 José Manuel Miyar Barruecos
- 2012–2024 Elba Rosa Pérez Montoya
- 2024 Eduardo Martínez Díaz
- seit 2024 Armando Rodríguez Batista

Die 1962 gegründete Nationale Kommission der Akademie der Wissenschaften wurde 1976 umbenannt in Staatskomitee für Wissenschaft und Technik und hieß dann 1980 bis 1994 Kubanische Akademie der Wissenschaften (Academia de Ciencias de Cuba). 1994 wurde dann das heutige Ministerium geschaffen.

## Kulturminister (Ministro de Cultura)
- 1976–1997 Armando Hart Dávalos
- 1997–2012 Abel Prieto Jiménez
- 2012–2014  Rafael Bernal Alemany
- 2014–2016  Julián González Toledo
- 2016–2018 Abel Prieto Jiménez
- seit 2018 Alpidio Alonso Grau

Das Kulturministerium wurde 1976 aus Teilen des Bildungsministeriums sowie der Nationalen Kulturkommission (Comisión Nacional de Cultura) geschaffen.

## Minister für Hochschulbildung (Ministro de Educación Superior)
- 1976–2005 Fernándo Vecino Alegret
- 2005–2009 Juan Vela Valdés
- 2009–2012 Miguel Mario Díaz-Canel Bermúdez
- 2012–2016 Rodolfo Alarcón Ortiz
- seit 2016 José Ramón Saborido

Das Kulturministerium wurde 1976 aus Teilen des Bildungsministeriums geschaffen.

## Tourismusminister (Ministro de Turismo)
- 1976–1986 Unbekannt
- 1986–1994 Rafael Sed Pérez
- 1994–1999 Osmany Cienfuegos Gorriarán
- 1999–2004 Ibrahim Ferradaz García
- 2004–2019 Manuel Marrero Cruz
- seit 2019 Juan Carlos García Granada

Das 1976 gegründete Nationalinstitut für Tourismus, dessen Leiter Kabinettsrang hatte, wurde 1994 in Tourismusministerium umbenannt.

## Minister und Präsident der Zentralbank (Ministro y presidente del Banco Central de Cuba)
- 1959–1959 Felipe Pazos Roque
- 1959–1961 Ernesto Guevara de la Serna
- 1961–1962 Raúl Cepero Bonilla
- 1962–1973 Orlando Pérez Rodríguez
- 1973–1985 Raúl León Torrás
- 1985–1995 Héctor Rodríguez Llompart
- 1995–2009 Francisco Soberón Valdés
- 2009–2017 Ernesto Medina Villaveirán
- 2019–2023 Martha Sabina Wilson González
- 2023–2024 Joaquín Alonso Vázquez
- seit 2024 Juana Lilia Delgado Portal

Die 1959 eingerichtete Nationalbank (Banco Nacional de Cuba) übernahm zwischen 1965 und 1976 die Aufgaben des bisherigen Schatzministeriums (Ministerio de Hacienda). 1994 wurde die Nationalbank in Zentralbank umbenannt.

## Nationalinstitut für Sport, Körpererziehung und Erholung (Instituto Nacional de Deportes, Educación Física y Recreación)
- 1961–1965 José Llanusa Gobel
- 1965–1980 Jorge García Bango
- 1980–1985 Carlos Galván Vila
- 1985–1994 Conrado Martínez Corona
- 1994–1997 Reynaldo González López
- 1997–2005 Humberto Rodríguez González
- 2005–2014 Julio Christian Jiménez Molina
- seit 2014 Antonio Eduardo Becali Garrido

## Institut für Radio und Fernsehen (Instituto Cubano de Radio y Televisión)
- 1962–1966 Unbekannt
- 1966–1973 Jorge Serguera Riverí
- 1976–1985 Nivaldo Herrera Sardiñas
- 1985–1990 Ismael González González
- 1990–1999 Enrique Román Hernández
- 1999–2009 Ernesto López Domínguez
- seit 2009 Danylo Sirio López

## Institut für Zivilluftfahrt (Instituto de Aeronáutica Civil de Cuba)
- 1985–1987 Luis Orlando Domínguez Muñiz
- 1987–1989 Vicente Gómez López
- 1989–2010 Rogelio Acevedo González
- 2010–2013 Ramón Martínez Echevarría

Das Institut für Zivilluftfahrt wurde 2013 in das Transportministerium integriert.

## Minister ohne Geschäftsbereich (Ministro de Gobierno sin cartera)
- 1980–1981 Antonio Esquivel Yedra
- 1980–1981 Jorge Lezcano Pérez
- 1980–1995 José A. Naranjo Morales
- 1980–1987 Levi Farah Balmaseda
- 1995–2003 Wilfredo López Rodríguez
- 1998–2008 Ricardo Cabrisas Ruiz

## Frühere Zentralbehörden mit Kabinettsrang

### Staatskomitee für Preise (Comité Estatal de Precios)
- 1976–1982 Unbekannt
- 1982–1985 Antonio Rodríguez Maurell
- 1985–1994 Arturo Guzmán Pascual

Die Aufgaben des 1976 gegründeten Komitees fielen nach der Auflösung 1994 in den Aufgabenbereich des Ministeriums für Finanzen und Preise.

### Staatskomitee für die Versorgung mit technischem Material (Comité Estatal de Abastecimiento Técnico Material)
- 1976–1984 Irma Sánchez Valdés
- 1984–1994 Sonia Rodríguez Cardona

Die Aufgaben des 1976 gegründeten Komitees fielen nach der Auflösung 1994 in den Aufgabenbereich des Wirtschaftsministeriums.

### Staatskomitee für Statistik (Comité Estatal de Estadísticas)
- 1976–1994 Fidel Vascos González

Die Aufgaben des 1976 gegründeten Komitees fielen nach der Auflösung 1994 in den Aufgabenbereich des Wirtschaftsministeriums.

### Staatskomitee für Standardisierung (Comité Estatal de Normalización)
- 1976–1981 Unbekannt
- 1981–1994 Ramón Darias Rodes

Die Aufgaben des 1976 gegründeten Komitees fielen nach der Auflösung 1994 in den Aufgabenbereich des Wirtschaftsministeriums.

### Nationalinstitut für Systemautomatisierung und Computertechnik (Instituto Nacional de Sistemas Automatizados y Técnicas de Computación)
- 1976–1994 Samuel Savariego Capuano

Die Aufgaben des 1976 gegründeten Instituts fielen 1994 in den Aufgabenbereich des Ministeriums für Schwerindustrie.

### Institut für die Erforschung und Abfrage interner Nachfrage (Instituto Cubano de Investigaciones y Orientación de la Demanda Interna)
- 1976–1992 Eugenio Rodriguez Balaris
- 1992–1994 Unbekannt

Die Aufgaben des 1976 gegründeten Instituts fielen nach der Auflösung 1994 in den Aufgabenbereich des Wirtschaftsministeriums.

### Nationalinstitut für Wohnungsbau (Instituto Nacional de la Vivienda)
- 1984–1994 Enrique Anavitarte Losada

Die Aufgaben des 1984 gegründeten Instituts fielen nach der Auflösung 1994 in den Aufgabenbereich des Ministeriums für Bauwesen.

### Nationalinstitut für Staatliche Vermögensreserven (Instituto Nacional de Reservas Estatales)
- 1985–1990 Unbekannt
- 1990–2008 Moisés Sio Wong

Die Aufgaben des 1985 gegründeten Instituts fielen nach der Auflösung 2008 in den Aufgabenbereich der Streitkräfte (Fuerzas Armadas Revolucionarias).

### Nationalinstitut für Wasserspeicherung (Instituto Nacional de Recursos Hidráulicos)
- 1989–2007 Jorge Luis Aspiolea Roig
- 2007–2011 René Mesa Villafaña
- seit 2011 Inés María Chapman Waugh

Die Aufgaben des 1989 gegründeten Instituts fielen 2007 in den Aufgabenbereich des Ministeriums für Bauwesen.